# Elaine Feinstein
Elaine Feinstein (született Elaine Coolin) (Bootle, 1930. október 24. – London, 2019. szeptember 23.) angol költő, író, műfordító.

## Művei
- Bessie Smith: Lives of Modern Women Series
- A Captive Lion: The Life of Marina Tsvetayeva (1987)
- Lawrence's Women  (1993)
- Pushkin  (1998)
- The Russian Jerusalem
- Ted Hughes: The Life of a Poet (2001)
- Anna of all the Russias: A Life of Anna Akhmatova  (2005)
- It Goes With The Territory: Memoirs of a Poet (2013)

### Verseskötetek
- The Selected Poems of Marina Tsvetayeva (1961, 1971, 1987)
- In a Green Eye (1966)
- The Magic Apple Tree (1971)
- At the Edge (1972)
- The Celebrants and Other Poems (1973)
- Three Russian Poets: Margarita Aliger, Yunna Morits, Bella Akhmadulina (1976)
- Selected Poems (1977)
- Some Unease and Angels (1977, 1981)
- Badlands (1987)
- City Music (1990)
- Selected Poems (1994)
- Daylight (1997)
- After Pushkin (1999, szerkesztő)
- Gold (2000)
- Collected Poems and Translations (2002)
- Talking to the Dead (2007)
- Bride of Ice: New Selected Poems of Marina Tsvetayeva (2009)
- Cities (2010)
- The Clinic Memory: New and Selected Poems (2017)

### Regények
- The Circle (1973)
- The Amberstone Exit (1974)
- The Glass Alembic (1974)
- Children of the Rose (1976)
- The Ecstasy of Dr Miriam Garner
- The Shadow Master (1978)
- The Border (1985)
- The Survivors (1991)
- Mother's Girl (1990)
- All You Need (1991)
- Loving Brecht
- Dreamers
- Lady Chatterley's Confession (1995)
- Dark Inheritance
- The Russian Jerusalem

### Novelláskötetek
- Matters of Chance
- The Silent Areas

### Radiójátékok
- Echoes (1980)
- A Late Spring (1981)
- A Day Off (1983)
- Marina Tsvetayeva: A Life (1985)
- If I Ever Get On My Feet Again (1987)
- The Man in Her Life (1990)
- Foreign Girls, a trilogy (1993)
- A Winter Meeting (1994)
- Lawrence's Women in Love (1996, adaptáció)
- Lady Chatterley's Confession Book at Bedtime (1996, adaptáció)

## Magyarul
- Lady Chatterley vallomása; ford. Nagy Imre; Trivium, Bp., 1997